# دايفيد كوراني
دايفيد كوراني (بالمجرية: Korányi Dávid)‏ هو دبلوماسي مجري، ولد في 1980 في تاتا في المجر.